# Australian Field Ornithology
«Austrálian Fíeld Ornithólogy» — рецензований орнітологічний електронний науковий журнал, що видається товариством BirdLife в Австралії. Публікуються оригінальні статті, які стосуються будь-яких австралійських птахів, зокрема, поведінки і екології, перевага надається польовим спостереженням.

## Історія
Спочатку видавався Клубом орнітологів-аматорів Bird Observers Club of Australia (BOCA), і мав назву Australian Bird Watcher; під цією назвою існував до 2003 р. Фундатором журналу став Roy Percy Cooper, який редагував його з 1959 по 1976 рр. З 2017 р. роботу редакції координує James Fitzsimons [Архівовано 13 вересня 2017 у Wayback Machine.]. В електронному форматі журнал виходить з 2016 р.

### Ресурси Інтернету
- AFO [Архівовано 13 вересня 2017 у Wayback Machine.]